# Bice Vanzetta
Pour les articles homonymes, voir Vanzetta.
Bice Vanzetta (née le 7 mars 1961 à Cavalese) est une ancienne fondeuse italienne.

## Jeux olympiques
- Jeux olympiques d'hiver de 1992 à Albertville 
  -  Médaille de bronze en relais 4 × 5 km.
- Jeux olympiques d'hiver de 1994 à Lillehammer 
  -  Médaille de bronze en relais 4 × 5 km.

## Championnats du monde
- Championnats du monde de ski nordique 1991 à Val di Fiemme 
  -  Médaille d'argent en relais 4 × 5 km.
- Championnats du monde de ski nordique 1993 à Falun 
  -  Médaille d'argent en relais 4 × 5 km.

## Coupe du monde
- Meilleur classement final: 24e en 1993.
- Meilleur résultat: 8e.